# Giáo phận vương quyền Brixen
Giáo phận vương quyền Brixen (tiếng Đức: Hochstift Brixen, Fürstbistum Brixen, Bistum Brixen; tiếng Anh: Prince-Bishopric of Brixen) là một Thân vương quốc giáo hội của Đế quốc La Mã Thần thánh, ngày nay là một phần lãnh thổ của tỉnh Nam Tirol của Ý. Không nên nhầm lẫn nó với Giáo phận Công giáo La Mã lớn hơn cùng tên. Giáo phận được thành lập ở thung lũng Eisack/Isarco vào thế kỷ VI và sau đó được Hoàng đế La Mã Thần thánh trao quyền thế tục. Nó nhận được quyền hoàng gia ngay lập tức vào năm 1027 và vẫn là một Địa vị Hoàng gia cho đến năm 1803, sau đó lãnh thổ của Giáo phận bị thế tục hoá bởi Bá quốc Tyrol. Giáo phận tồn tại cho đến năm 1964 và hiện là một phần của Giáo phận Bolzano-Brixen.